# (72059) Heojun
(72059) Heojun ist ein Asteroid, der sich im inneren Hauptgürtel befindet. Der Himmelskörper wurde am 21. Dezember 2000 von den südkoreanischen Astronomen Jeon Young-beom und Lee Bjung-chol entdeckt. Dies gelang ihnen am Bohyunsan Optical Astronomy Observatory (IAU-Code 344). Das Bohyunsan Optical Astronomy Observatory ist mit einem Ritchey-Chrétien-Teleskop mit 1,8 Meter Durchmesser ausgestattet und wurde auf dem Berg Bohyeon gebaut, in der Nähe von Yeongcheon in der Provinz Gyeongsangbuk-do im Osten von Südkorea. Die Sternwarte ist im Besitz des Korea Astronomy and Space Science Institutes.
Die Exzentrizität von (72059) Heojun beträgt 0,1324. Die Sonnenumlaufbahn des Asteroiden ist mit fast elf Prozent gegenüber der Ekliptik des Sonnensystems geneigt.
Der mittlere Durchmesser des Asteroiden wurde mithilfe des Wide-Field Infrared Survey Explorers (WISE) grob mit 2,155 (± 0,340) km berechnet, die Albedo ebenfalls grob mit 0,151 (± 0,074). Die Exzentrizität beträgt 0,1324, die Bahnneigung 10,7363.

## Benennung
(72059) Heojun wurde am 6. März 2004 nach dem Mediziner und Leibarzt des Königs während der Zeit der Joseon-Dynastie Heo Jun (1539–1615) benannt. In der Widmung zur Benennung besonders hervorgehoben wurde zum Beispiel seine Dokumentation eines Scharlachausbruches, die zu den frühesten und genauesten Krankheitsaufzeichnungen der Medizingeschichte gehört. Zudem wird auf Donguibogam hingewiesen, ein 23-bändiges Werk über östliche Medizin, das er verfasst hatte. Es ist bekannt dafür, dass es erfolgreich die chinesische und koreanische Medizin verknüpfte.
Gleichzeitig mit der Benennung waren vier weitere Asteroiden nach koreanischen Erfindern aus dem 14. und 15. Jahrhundert benannt worden: (63145) Choemuseon, (63156) Yicheon, (68719) Jangyeongsil und (72021) Yisunji.